# Moussa Dembélé (1996)
Moussa Dembélé (* 12. července 1996 Pontoise) je francouzský profesionální fotbalista, který hraje na pozici útočníka za saúdský klub Al Ettifaq FC. Je také bývalým francouzským mládežnickým reprezentantem.

## Klubová kariéra
Dembélé, který je odchovancem Paris Saint-Germain, debutoval ve Fulhamu v Premier League v listopadu 2013. Za Fulham nastřílel 19 gólů v 64 zápasech a poté přestoupil do skotského Celticu v roce 2016. Dembélé pomohl Celticu získat dvakrát po sobě skotské domácí treble, než se přesunul do Lyonu v srpnu 2018.

## Reprezentační kariéra
Dembélé prošel francouzskými mládežnickými reprezentacemi od kategorie U16. Byl členem francouzského týmu U19, který dokráčel do semifinále Mistrovství Evropy hráčů do 19 let v roce 2015 v Řecku, v němž podlehl vrstevníkům ze Španělska 0:2.